# Prix Céleste Albaret
Le prix Céleste Albaret est un prix littéraire français créé en 2015 par l'Hôtel Littéraire Le Swann et la librairie Fontaine Haussmann. 
Il récompense chaque année un livre écrit sur Marcel Proust ou son œuvre,.

## Jury
Les membres du jury sont au nombre de huit : Antoine Compagnon, de l'Académie française, Michel Erman, Anne Heilbronn, Laure Hillerin, Jacques Letertre, Jürgen Ritte et Jean-Yves Tadié, auxquels se joint le lauréat de l’année précédente. 
Le secrétaire général du prix est Philippe Aubier, de la librairie Fontaine Haussmann (50 rue de Laborde, Paris 8e). 

## Liste des lauréats
- 2015 : Laure Hillerin, La Comtesse Greffulhe, l’ombre des Guermantes, aux éditions Flammarion[3]
- 2016 : Pierre-Yves Leprince, Les nouvelles enquêtes de Monsieur Proust, aux éditions Gallimard
- 2017 : Philippe Berthier, Charlus, aux éditions Bernard de Fallois[4]
- 2018 : Evelyne Bloch-Dano, Une jeunesse de Marcel Proust, aux éditions Stock[5]
- 2019 : Thierry Laget, Proust prix Goncourt. Une émeute littéraire, aux éditions Gallimard[6]
- 2020 : Jean-Yves Tadié, Marcel Proust ; croquis d'une épopée, aux éditions Gallimard
- 2021 : Stéphane Heuet, Autour de Madame Swann, 2e partie, À l'ombre des jeunes filles en fleurs aux éditions Delcourt[7]
- 2022 : Mathilde Brézet, Le grand monde de Proust. Dictionnaire des personnages d’À la recherche du temps perdu, aux éditions Grasset[8]
- 2023 : Pedro Corrêa do Lago, Marcel Proust. Une vie de lettres et d'images aux éditions Gallimard[9]
- 2024 : Aude Terray, La Princesse Bibesco. Frondeuse et Cosmopolite[10].

## Remise du prix
Le prix Céleste Albaret est remis tous les ans dans la salle Jacques Guérin à l'Hôtel Littéraire Le Swann, 11-15 rue de Constantinople, Paris 8e.